# Tanulók Lapja
A Tanulók Lapja egy ifjúsági folyóirat volt, mely 1894-ben indult és amelyet eleinte Rupp Kornél, az ő halálát (1900) követően pedig Gaál Mózes szerkesztett. Ebben az lapban jelent meg először 1905-1906-ban folytatásokban Molnár Ferenc A Pál utcai fiúk című regénye. Az újság 1906. március 25-én jelent meg utoljára.
„Az 1894-ben induló Tanulók Lapja programjában erősen illeszkedett az iskolában tanult ismeretekhez […] Állandó hírrovata az iskolák életéről, önképzőkörök, pályázatok eredményeiről szólt. Népszerűségét leginkább a Franklin Társulat kiadásában megjelenő Verne regények folytatásos előközléseinek köszönhette.”